# Капелли, Альфредо
Альфре́до Капе́лли (итал. Alfredo Capelli; 5 августа 1855, Милан — 28 января 1910, Неаполь) — итальянский математик, член Национальной академии деи Линчеи. Известен прежде всего как человек, который открыл Тождество Капелли.

## Биография
Альфредо Капелли родился 5 августа 1855 года в Милане. В 1877 году окончил Римский университет Ла Сапиенца и переехал в университет Павии, где начал работу в качестве помощника Феличе Казорати. В 1881 году стал профессором алгебраического анализа в университете Палермо, заменив на этой должности Чезаре Арцела, незадолго до этого переехавшего в Болонью. В 1886 году переехал в Неаполь, возглавив кафедру алгебры в университете Неаполя; после этого Капелли оставался в Неаполе до самой своей смерти. С 1894 по 1910 годы, продолжая профессорскую деятельность, был редактором издания Giornale di Matematiche di Battaglini, также будучи избранным в этот период членом Национальной академии деи Линчеи.
Умер 28 января 1910 года в Неаполе.

## Избранные публикации
- Ueber die Zurückführung der Cayley'schen Operation Ω auf gewöhnliche Polar-Operationen (нем.) // Mathematische Annalen. — Berlin / Heidelberg, 1887. — Bd. 29, H. 3. — S. 331—338. — ISSN 1432-1807. — doi:10.1007/BF01447728.